# Hisae Yanase
Hisae Yanase (Chiba, 1943-Córdoba, 21 de mayo de 2019) fue una ceramista, pintora y escultora japonesa, afincada en España.

## Formación
Siguiendo la tradición de los primogénitos, nació en la tierra de su abuela, en la capital de la prefectura de Chiba. Durante su infancia se trasladó a Tokio, donde pasó también su juventud. Estudió decoración en la Escuela Bunca Gakuin de Tokio terminando esta formación en 1960. En 1964 terminó sus estudios en Técnicas del Cuero en el Estudio Tokoname. Pronto su interés cambió hacia el aprendizaje de la cerámica.
En 1968 se trasladó a España, en Valencia se especializó en cerámica en la Escuela de Artes y Oficios y en peritaje de cerámica artística en la Escuela de Cerámica de Manises. Asistió al Seminario de Estudios Cerámicos de Sargadelos.

## Trayectoria Artística
En 1976 comenzó a trabajar como profesora en la Escuela de Artes y Oficios Mateo Inurria, de la mano de su director, Dioniso Ortiz, donde quedó fascinada por la docencia y el contacto con los alumnos. Simultaneó su trabajo como ceramista con el de artista plástica, siempre en constante evolución e investigación, contraria a ser etiquetada bajo algún movimiento o tendencia artística. En sus obras y exposiciones hay una combinación de diferentes disciplinas, cerámica, pintura y fotografía, teniendo a la naturaleza como referente.

Estuvo muy ligada al conjunto arqueológico de Medina Azahara y a todo su proceso histórico. Allí trabajó con el sacerdote Santiago Baena, con quien estudió la cerámica califal. Durante sus últimos años era profesora en los talleres de cerámica del Centro de Creación Contemporánea de Andalucía. Está considerada una innovadora de la cerámica contemporánea, fusionando la tradición japonesa con la cordobesa y califal. En 2015 el museo de Medina Azahara adquirió su pieza Kuchu No Ako. 

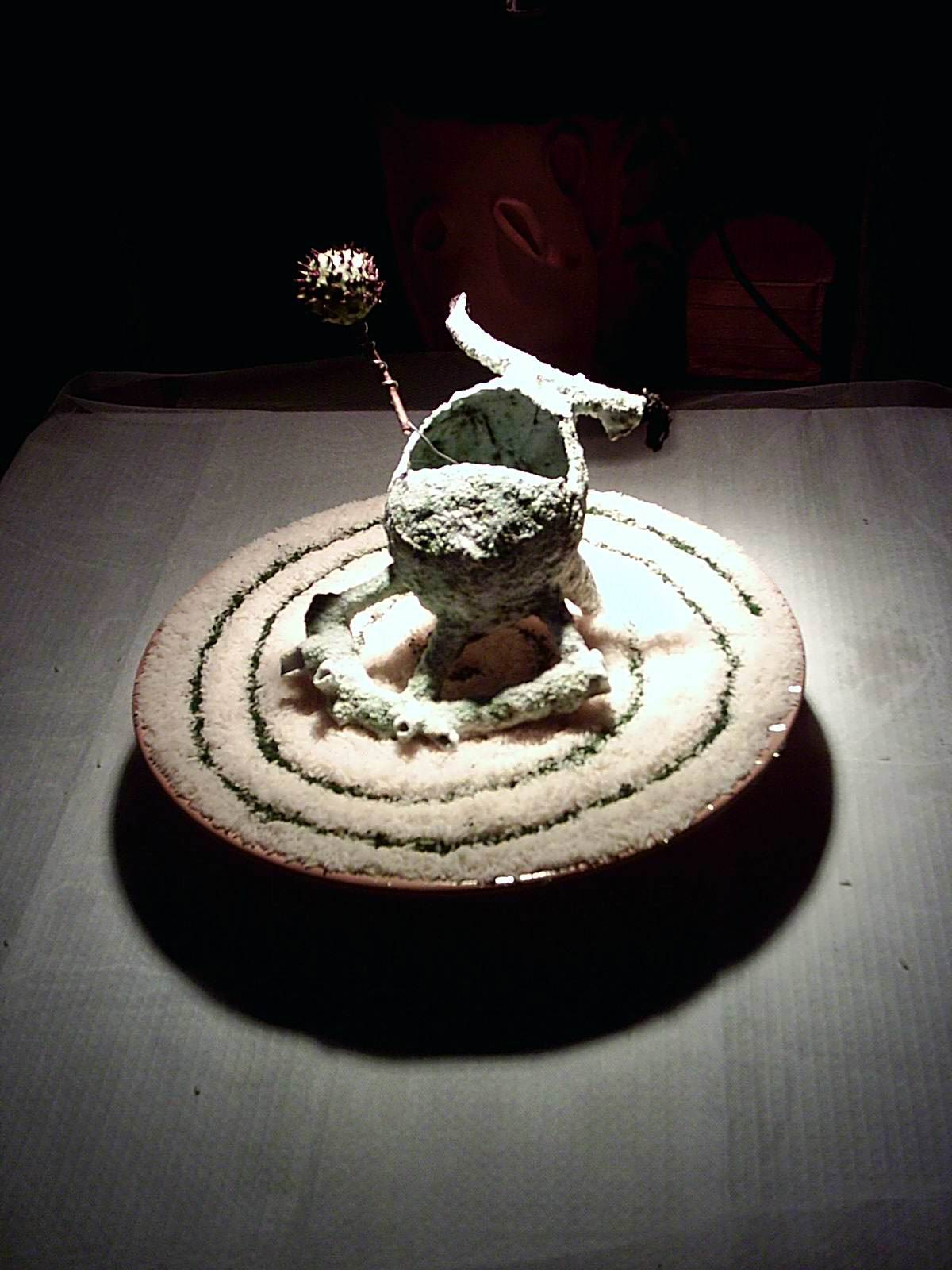

Realizó exposiciones individuales en Córdoba, Sevilla, Valencia y Madrid y participó en diversas exposiciones colectivas en Córdoba, Italia, Suiza, Argentina y Japón, entre otros lugares. Algunas de sus obras forman parte de colecciones en Japón, Suiza e Italia. En 2007 participó en ARCO en el stand de la Fundación Rafael Botí. Fue miembro de la Academia Internacional de Cerámica (IAC). Realizó funciones de comisariado en Elogio a la tierra viva VIII edición del proyecto Páginas de barro.
Estaba casada con el artista Antonio I. González.
Falleció el 21 de mayo de 2019 a los 75 años de edad de un derrame cerebral en España.

## Publicaciones
- Caligramas de eter. (2019) Editorial Cántico. ISBN 978-84-18639-54-8
- 22 Certamen San Agustín de Cerámica. (2016) Editorial Nieva Ediciones. ISBN 978-84-944331-7-7

## Premios
2007: Fiambrera de Plata otorgada por el Ateneo de Córdoba.
2015: V edición de los Reconocimientos al Patrimonio Humano del Distrito Centro.